# Гейвард (містечко, Вісконсин)
Гейвард (англ. Hayward) — місто (англ. town) в США, в окрузі Соєр штату Вісконсин. Населення — 3765 осіб (2020).

## Демографія
Згідно з переписом 2010 року, у місті мешкало 3567 осіб у 1358 домогосподарствах у складі 1000 родин. Було 2169 помешкань
Расовий склад населення:
| - 73,5 % — білих - 23,0 % — корінних американців - 0,3 % — азіатів - 0,1 % — чорних або афроамериканців |

До двох чи більше рас належало 2,9 %. Частка іспаномовних становила 1,4 % від усіх жителів.
За віковим діапазоном населення розподілялося таким чином: 26,2 % — особи молодші 18 років, 56,4 % — особи у віці 18—64 років, 17,4 % — особи у віці 65 років та старші. Медіана віку мешканця становила 42,1 року. На 100 осіб жіночої статі у місті припадало 96,6 чоловіків;  на 100 жінок у віці від 18 років та старших — 94,1 чоловіків також старших 18 років.
Середній дохід на одне домашнє господарство  становив 97 699 доларів США (медіана — 46 450), а середній дохід на одну сім'ю — 112 482 долари (медіана — 49 265). Медіана доходів становила 50 600 доларів для чоловіків та 40 104 долари для жінок. За межею бідності перебувало 26,7 % осіб, у тому числі 55,5 % дітей у віці до 18 років та 8,5 % осіб у віці 65 років та старших.
Цивільне працевлаштоване населення становило 1515 осіб. Основні галузі зайнятості: освіта, охорона здоров'я та соціальна допомога — 20,5 %, роздрібна торгівля — 17,3 %, мистецтво, розваги та відпочинок — 17,2 %.